# Sertum Laetitiae
Sertum Laetitiae (Latijn voor De kroon van vreugde) was een encycliek uitgevaardigd door paus Pius XII op 1 november 1939 welke tot onderwerp de honderdvijftigste verjaardag van de bisschoppelijke hiërarchie in de Verenigde Staten had.
De encycliek herdenkt hoe Pius VI in 1789 John Carroll tot bisschop van Baltimore benoemde. Honderd jaar later richt Leo XIII zich in zijn encycliek Longinqua Oceani tot de Kerk in de Verenigde Staten, en uit lof en waarschuwingen.
In 1939 had de Kerk in de VS reeds negentien provincies en 115 bisdommen. Pius XII, die zich zijn bezoek van drie jaar eerder herinnert, is trots op deze inspanningen. Hij looft de Katholieke Universiteit van Amerika in Washington D.C. Verder steunt hij het initiatief van de Amerikaanse bisschoppen om een Amerikaans college op te richten in Rome.
De encycliek adviseert de katholieke bisschoppen actief raciale gerechtigheid na te streven door de toegang van negers tot katholieke scholen te verbeteren. Het bekritiseert verder blind materialisme. Individueel geluk kan enkel bereikt worden door Gods geboden na te leven.